# Scelotes mossambicus
Scelotes mossambicus är en ödleart som beskrevs av  Peters 1882. Scelotes mossambicus ingår i släktet Scelotes och familjen skinkar. IUCN kategoriserar arten globalt som livskraftig. Inga underarter finns listade i Catalogue of Life.